# 7881 Шифердеккер
7881 Шифердеккер (7881 Schieferdecker) — астероїд головного поясу, відкритий 2 вересня 1992 року.
Тіссеранів параметр щодо Юпітера — 3,263.